# Escut de Cinctorres
L'escut oficial de Cinctorres té el següent blasonament:
| « | Escut quadrilong de punta redona. De gules, cinc torres d'or en sautor, maçonades i aclarides de sable. Al cap i sobre la torre central, un escudet caironat d'or amb quatre pals de gules. Per timbre, una corona reial oberta. | » |

## Història
Resolució del 5 d'abril de 2001, del conseller de Justícia i Administracions Públiques. Publicat en el DOGV núm. 4.001, del 17 de maig de 2001.
Es tracta de les armes parlants tradicionals de Cinctorres, que va pertànyer al terme de la vila reial de Morella fins al 1691, fet al qual al·ludeix l'escudet amb els quatre pals.